# Ото фон Золмс-Лаубах
Ото (II) фон Золмс-Лаубах (на немски: Otto (II) zu Solms-Laubach; * 1 октомври 1799, Лаубах; † 22 ноември 1872, Лаубах) е граф на Золмс-Лаубах, народен представител (1851 – 1872) и президент на 1. Камера на съсловията във Великото херцогство Хесен (1851 – 1856).

## Произход
Той е най-възрастният син на граф Фридрих Лудвиг Кристиан фон Золмс-Лаубах (1769 – 1822) и съпругата му графиня Хенриета фон Дегенфелд-Шонбург (1776 – 1847), дъщеря на граф Август Кристоф фон Дегенфелд-Шонбург (1730 – 1814). По-малкият му брат е граф Райнхард фон Золмс-Лаубах (1801 – 1870).

## Фамилия
Ото се жени на 11 септември 1832 г. в Нойвид за принцеса Луитгарда Вилхелмина Августа фон Вид (* 4 март 1813, Нойвид; † 9 юни 1870, Лаубах), дъщеря на княз Йохан Август фон Вид-Нойвид (1779 – 1836) и принцеса София Августа фон Золмс-Браунфелс (1796 – 1855). Те имат децата:
- Фридрих Вилхелм Август Кристиан (1833 – 1900), граф на Золмс-Лаубах, женен на 23 юни 1859 г. за графиня Мариана фон Щолберг-Вернигероде (1836 – 1910)
- Текла (1835 – 1892), омъжена на 1 юни 1861 г. за граф Максмилиан фон Золмс-Рьоделхайм-Асенхайм (1826 – 1892)
- Ернст фон Золмс-Лаубах (1837 – 1908), женен на 31 януари 1874 г. за графиня Августа Мария Георгина фон Шимелман (1847 – 1921)
- Клара Отилия Варо Ида Августа (1839 – 1896)
- Херман Максимилиан Карл Лудвиг Фридрих (1842 – 1915), немски ботаник
- Райнхард (1844 – 1848)